# ماناتوتو
ماناتوتو هي مدينة في تيمور الشرقية، تقع في مقاطعة ماناتوتو، بلغ عدد سكانها 9,022 نسمة.